# Len Small

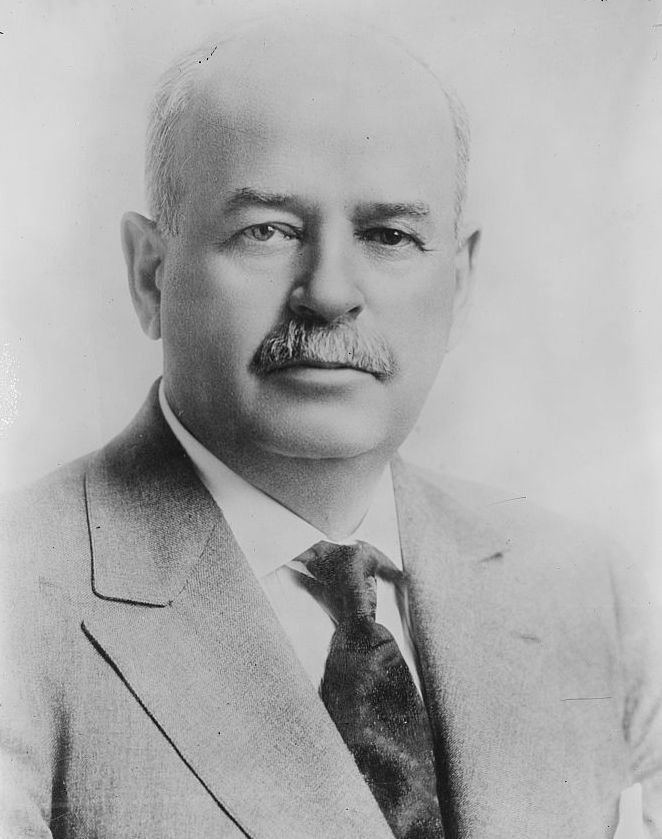
Len Small

Lennington „Len“ Small  (* 16. Juni 1862 im Kankakee County, Illinois; † 17. Mai 1936 ebenda) war ein US-amerikanischer Politiker und von 1921 bis 1929 der 26. Gouverneur des US-Bundesstaates Illinois. 

## Frühe Jahre und politischer Aufstieg
Len Small besuchte die örtlichen Schulen seiner Heimat. Später studierte er an der heutigen Valparaiso University in Indiana. Zwischen 1901 und 1905 saß er im Senat von Illinois. Von 1905 und 1907 sowie nochmals von 1917 bis 1919 war er State Treasurer von Illinois. Dann war er von 1908 bis 1912 Leiter der Bundesfinanzbehörden in Chicago. Im Jahr 1920 wurde er von der Republikanischen Partei als Kandidat für die Gouverneurswahlen nominiert und anschließend auch in dieses Amt gewählt.

## Gouverneur von Illinois
Smalls insgesamt achtjährige Amtszeit (einschließlich einer Wiederwahl im Jahr 1924) begann am 10. Januar 1921. In dieser Zeit wurde das Straßennetz von Illinois großzügig erweitert. Es entstanden viele asphaltierte Straßen und Autobahnen. Am Ende seiner Amtszeit umfasste das Straßennetz von Illinois 7000 Meilen, nirgendwo sonst in den Vereinigten Staaten war das Netz zu der Zeit so ausgebaut. Aber auch andere Infrastrukturmaßnahmen wurden in die Wege geleitet wie etwa der Ausbau der Wasserstraßen. Damals wurde auch eine eigenständige Polizeiabteilung in der Regierung errichtet. Es gab auch zu seiner Zeit Arbeiter- und Rassenunruhen im Land. 1922 wurde mit Lottie O’Neal die erste Frau in das Repräsentantenhaus von Illinois gewählt, in dem sie die folgenden 38 Jahre verblieb.
Gouverneur Smalls Amtszeit hatte auch Schattenseiten. So wurde er von einem Gericht zu einer Geldstrafe von 650.000 Dollar wegen Korruption in seiner Zeit als Treasurer verurteilt. In einem anderen Fall wurde er von den Geschworenen freigesprochen, aber vier der Geschworenen erhielten später Stellungen im Staatsdienst, was zu Spekulationen führte und Bestechungsvorwürfe laut werden ließ, die aber nicht beweisbar waren. Da etwa zeitgleich auch Präsident Warren G. Harding und dessen Regierung in Skandale verwickelt waren, verlor die Politik ganz allgemein in den USA an Glaubwürdigkeit. In Illinois kam es noch schlimmer. Der Gouverneur begnadigte mit Edward O’Donnell einen der führenden Gangsterbosse in Chicago. Dort kam es in jenen Jahren zu den durch Hollywoodfilme bekannt gewordenen Gangsterauseinandersetzungen zwischen Al Capone und seinen Gegnern, in deren Verlauf sich Capone zum unumschränkten Herrscher der Stadt aufschwingen konnte. Möglich wurde der Aufstieg der Gangsterbosse erst durch die 1919 eingeführte Prohibition. Durch Alkoholschmuggel gelang es den Gangstern, ganze Imperien aufzubauen, die sie dann auf Glücksspiel und Prostitution ausweiteten. Später sollte dann der Drogenhandel folgen. Der Gouverneur sah dem Treiben in Chicago mehr oder weniger untätig zu. Er bewarb sich 1928 um eine dritte Amtszeit, scheiterte aber bereits parteiintern an Louis Lincoln Emmerson. Somit endete seine Amtszeit im Januar 1929.
Nach seiner Amtszeit bewarb sich Small sowohl 1932 als auch 1936 jeweils erfolglos um eine Rückkehr in das Amt des Gouverneurs. Er war mit Ida Morre verheiratet, mit der er drei Kinder hatte.